# Gian Luigi Frollo
Gian Luigi (o Giovanni Luigi) Frollo (1832-1899) fue un profesor y lingüista italiano emigrado a Rumania.

## Biografía
Nacido el 8 de junio de 1832 en Venecia, era doctor en Derecho por la Universidad de Padua. Dejó su país natal durante su juventud y se instaló en Rumania, donde ejerció como profesor de lenguas neolatinas en diversos institutos privados y estatales. El 7 de octubre de 1878 fue nombrado profesor permanente en la Facultad de Letras de la Universidad de Bucarest para el curso de historia de las literaturas modernas, especialmente las neolatinas. Entre sus obras se encontraron títulos como Limba româná şi dialectele italiane (1860), Vocabulariu italiano-românesc (1869), Limba naţională şi limbile străine în Şcoalele României (1871),  O nouă încercare de soluţionare a problemului ortografic (1875), Utilitatea studiilor neolatine în România (1878) y Lecţiuni elementare gramatică latina (1895). Falleció en 1899. Contó con el apoyo de Bogdan Petriceicu Hasdeu.